# Короїд Олексій Степанович
Олексій Степанович Короїд (10 липня 1911, село Слюдянка Іркутської області, Російська Федерація — 22 грудня 1988, Київ) — український радянський економіст, професор. Кандидат економічних наук (1949), член-кореспондент АН УРСР (1961).

## Біографія
Народився в родині робітника. Дитинство провів у селі Лихачів, нині Носівського району Чернігівської області. У 1929 році закінчив Мринський педагогічний технікум на Чернігівщині. У 1932 році закінчив історичний факультет Ніжинського педагогічного інституту, у 1933 році закінчив економічний факультет Харківського інституту професійної педагогічної освіти, у 1942 році закінчив економічний факультет Вищої партійної школи при ЦК ВКП(б), а у 1949 році — аспірантуру Академії суспільних наук при ЦК ВКП(б). У 1949 році захистив дисертацію на здобуття вченого ступеня кандидата економічних наук за темою: «Організація та оплата праці у колгоспах».
Член ВКП(б) з 1939 року.
У 1942—1944 роках — інструктор ЦК ВКП(б).
У квітні 1944 — квітні 1945 року — секретар Херсонського обласного комітету КП(б)У з пропаганди та агітації.
У квітні 1945 — листопаді 1946 року — секретар Київського обласного комітету КП(б)У з пропаганди та агітації.
З листопада 1946 по 1949 рік навчався в Академії суспільних наук при ЦК ВКП(б) у Москві.
У вересні 1949 — вересні 1952 року — секретар Київського обласного комітету КП(б)У з питань пропаганди та агітації.
У 1952 році — директор Інституту економіки АН УРСР.
У 1952—1953 роках — заступник міністра вищої і середньої спеціальної освіти СРСР.
З травня по червень 1953 року — інспектор ЦК КПУ. У червні 1953 — січні 1954 року — заступник завідувача відділу науки і культури ЦК КПУ.
У січні 1954—1955 роках — секретар Київського міського комітету КПУ з пропаганди.
У 1955—1965 роках — заступник директора Інституту економіки АН УРСР. 1961 року обраний членом-кореспондентом АН УРСР. За сумісництвом у 1957—1963 роках — в.о. голови, голова Відділу суспільних наук АН УРСР.
24 вересня 1965 — 13 грудня 1969 року — ректор Київського інституту народного господарства імені Коротченка. У 1965—1976 роках — завідувач кафедри політичної економії, до 1986 року — виконувач обов'язків професора кафедри політичної економії Київського інституту народного господарства.
З 1986 року — на пенсії у Києві.

## Нагороди та відзнаки
- орден Трудового Червоного Прапора